# Crann Úll
Crann Úll (il melo in lingua irlandese), è il quarto album registrato in studio dalla band irlandese dei Clannad.
È il primo disco con una formazione a sei elementi: ai cinque degli album precedenti si aggiunge Eithne Ní Bhraonáin (conosciuta anche come Enya), sorella della cantante Moya Brennan, il cui contributo è limitato ad alcuni brani e alla seconda voce nella traccia Gathering Mushrooms.

## Tracce
Brani tradizionali, eccetto dove indicato.
Lato A
1. Ar a Ghabháil 'n a 'Chuain Domh – 3:26
2. The Last Rose of Summer – 4:14
3. Crúiscín Lán – 2:32
4. Bacach Shíle Andaí – 2:32
5. Lá Coimhthíoch Fán dTuath (A Strange Day in the Countryside) – 3:48 (Ciarán O Braonáin, Máire Ní Bhraonáin)

Durata totale: 16:32
Lato B
1. Crann Úll – 3:44
2. Gathering Mushrooms – 2:37
3. Bunán Buí – 4:14
4. Planxty Browne – 4:15

Durata totale: 14:50

## Formazione
- Moya Brennan - voce, arpa e tastiere
- Ciaran Brennan - voce, basso, chitarra, pianoforte e sintetizzatore
- Noel Duggan - chitarra, voce
- Padraig Duggan - mandolino, armonica a bocca, chitarra folk
- Pol Brennan - tin whistles, flauto, voce
- Eìthne Brennan - tastiere, armonica a bocca, voce